# بیگ کاپیت کی
بیگ کاپیت کی (به انگلیسی: Big Coppitt Key) یک منطقهٔ مسکونی در ایالات متحده آمریکا است که در شهرستان مونرو، فلوریدا واقع شده‌است. بیگ کاپیت کی ۳٫۸ کیلومتر مربع مساحت دارد و ۲٬۵۹۵ نفر جمعیت آن است و ۱ متر بالاتر از سطح دریا قرار گرفته و در پایین آن فلوریدا کیز قرار دارد و گفته می‌شود که این نام از کلمه انگلیسی قدیمی «کاپیک» اقتباس شده‌است به معنی زادگاه. با توجه به یادداشتهای ای دی باخ مربوط به سالهای ۱۸۶۱ محدوده این محل مشخص شده‌است، واین محل بنای مبارک جک در سال۱۸۵۵ است.